# Rhododendron leytense
Rhododendron leytense är en ljungväxtart som beskrevs av Elmer Drew Merrill. Rhododendron leytense ingår i släktet rododendron, och familjen ljungväxter. Utöver nominatformen finns också underarten R. l. loheri.